# Nanninga (buurtschap)
Nanninga (Stellingwerfs: Nanninge; Fries:  Nanninga of Nanningea)  is een buurtschap in de gemeente Ooststellingwerf, in de Nederlandse provincie Friesland. Het ligt in de zuidwesthoek van het dorp Oosterwolde.
De in de Opsterlandse Compagnonsvaart gelegen sluis heeft dezelfde naam als de buurtschap. Ook de in de buurtschap gelegen brug heeft deze naam gekregen. In het begin van de eenentwintigste eeuw is het oostelijke gedeelte van de buurtschap onderdeel geworden van de bebouwde kom van Oosterwolde, en wordt daardoor sindsdien meestal niet meer tot de buurtschap gerekend. Soms wordt alleen nog bewoning daarvan meegerekend ten zuiden van de sluis, maar vaker wordt de brug als grens genomen. De brug verbindt de bewoning gelegen aan de weg Nanninga met de bewoning en bedrijven aan de Nanningaweg. Deze laatste gaat over in de buurtschap Drie Tolhekken.
De oorsprong van de buurtschap ligt aan de Nanninga. In 1840 omvatte de buurtschap slechts twee boerderijen met 15 bewoners, waaronder de boerderij de Nanningahoeve, waarvan de plaatsnaam mogelijk is afgeleid.